# Pyracantha coccinea
L'agazzino (Pyracantha coccinea M. Roem.) è una pianta spinosa appartenente alla famiglia delle Rosacee, diffusa in Eurasia.

## Descrizione

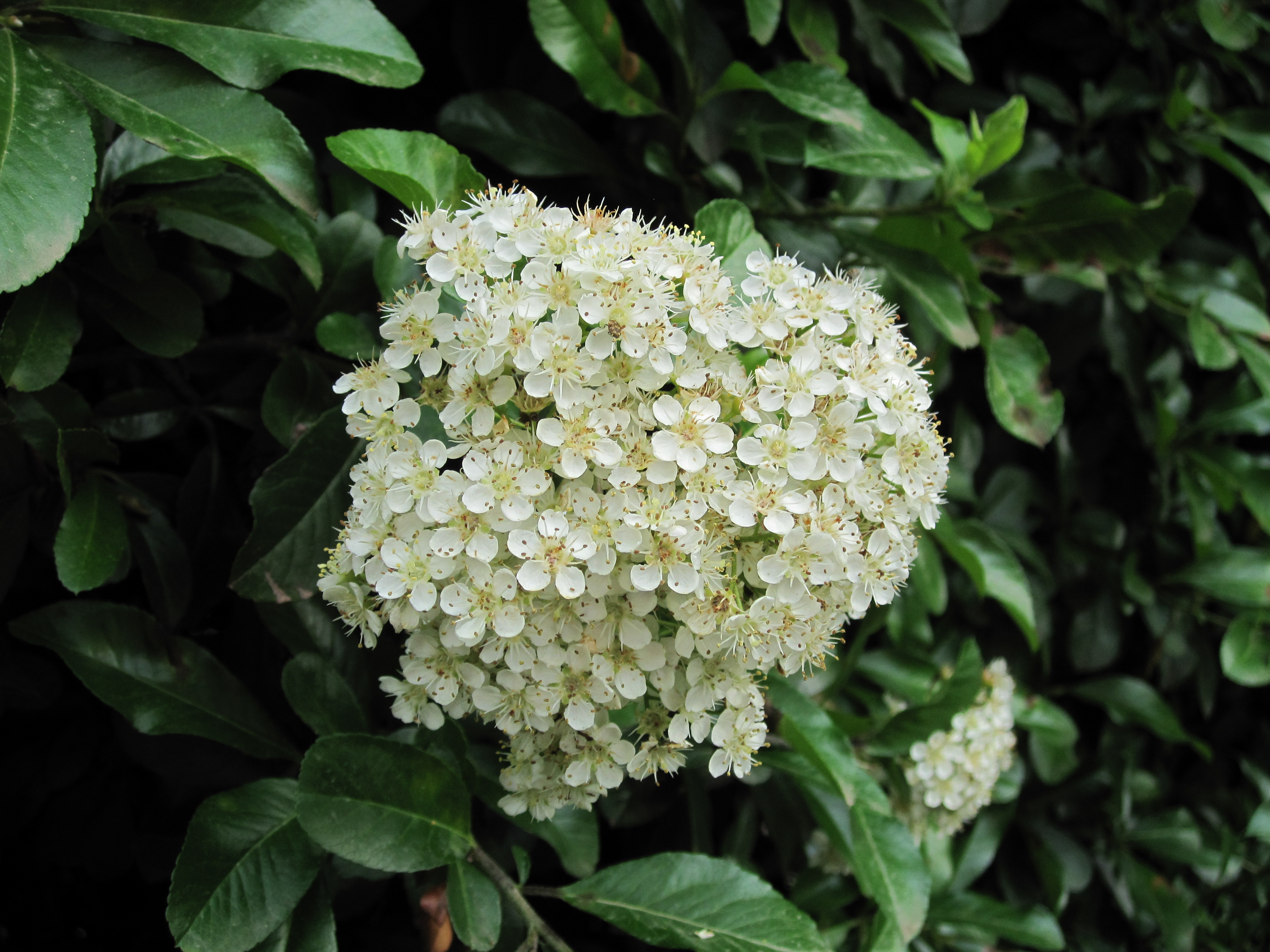
Infiorescenza

Ha fiori bianchi, in corimbi che vengono prodotti in tarda primavera e frutti che sono piccole drupe e possono essere rossi, gialli o arancioni a seconda delle varietà. 
L'agazzino è un arbusto, caducifoglie in climi freddi e latifoglie, con rami spinosi.

## Usi
L'agazzino è una pianta ornamentale molto usata per le siepi; sopporta bene le potature, è una pianta resistente e rustica. Inoltre con le piccole spine può essere usata come pianta difensiva e impenetrabile sui confini degli appezzamenti.
È molto visitata dalle api che ne bottinano nettare e polline.